# L'Appel des arènes
 (mars 2024).
Si vous disposez d'ouvrages ou d'articles de référence ou si vous connaissez des sites web de qualité traitant du thème abordé ici, merci de compléter l'article en donnant les références utiles à sa vérifiabilité et en les liant à la section « Notes et références ».
Pour plus de détails, voir Fiche technique et Distribution.
L'Appel des arènes est un film sénégalais réalisé par Cheikh Ndiaye, sorti en 2005. 
Premier long métrage du réalisateur, le film est adapté du roman éponyme d'Aminata Sow Fall, publié en 1997.

## Synopsis
Au Sénégal, la lutte est un sport très populaire. Nalla et Sory vont participer à son univers, mais proviennent de mondes différents. Nalla, dix-sept ans, est issu d'une famille aisée de Dakar et, par l'intermédiaire d'André, qui le défend lors d'une agression, est poussé à s'investir dans ce sport. Sory, vingt-cinq ans, revend des billets d'entrée dans les arènes pour le compte d'une bande mafieuse. Deux itinéraires, pour découvrir la lutte de l'intérieur et de l'extérieur.

## Fiche technique
- Réalisation : Cheikh Ndiaye[1]
- Scénario : Cheikh Ndiaye (adaptation libre de L'Appel des arènes d'Aminata Sow Fall)
Clarence Thomas Delgado
- Image : Jérôme Mauduit
- Son : Guillaume Valeix
- Montage : Sylvie Adnin
- Pays d'origine :  Sénégal
- Format :
- Genre :
- Durée : 105 min
- Dates de sortie :

## Distribution
- Aziz Ndiaye (Nalla)
- Mustapha Gueye (André)
- Ibrahim Mbaye (Sory)

## Récompenses et distinctions
Le film est sélectionné dans plusieurs festivals :
- Festival international du film de Rio de Janeiro, 2006
- Festival international du film d'Édimbourg, 2006
- Berlinale, 2006
- Festival du film de Los Angeles, 2006
- Festival international du film de Copenhague (NatFilm), 2007
- Festival du cinéma d'Afrique, d'Asie et d'Amérique latine de Milan, 2007
- Festival panafricain du cinéma et de la télévision de Ouagadougou, 2007